# Rhanidophora flavigutta
Rhanidophora flavigutta là một loài bướm đêm trong họ Noctuidae.